# Palais de justice de La Rochelle
Le Palais de justice de La Rochelle, bâti au XVIIe siècle et XVIIIe siècle, est situé 10, rue du Palais à La Rochelle, en France. L'immeuble a été inscrit au titre des monuments historiques en 1925.

## Historique

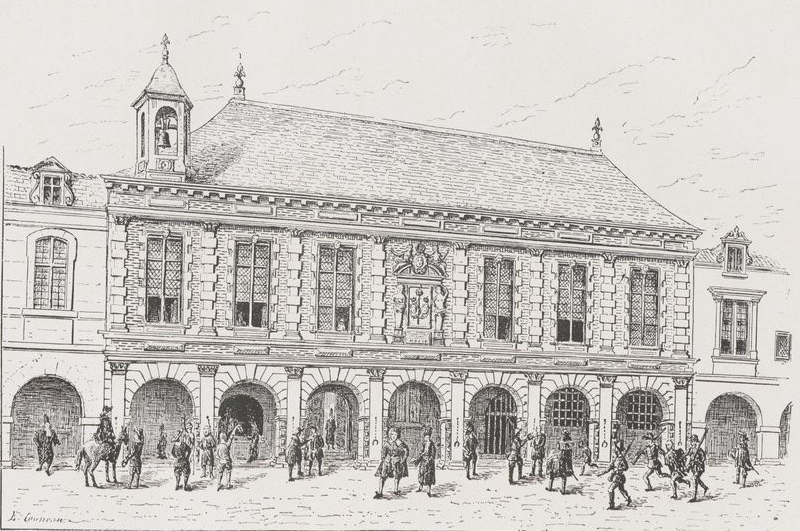
Le Palais du présidial de 1614, dessiné par Claude Masse.

En 1604, Henri IV fait construire, à ses frais et à l'emplacement de l'antique auditoire du roi, un nouveau palais du présidial (dit palais royal), qui est inauguré le 9 juin 1614. La façade supérieure est alors en brique et pierre. Le rez-de-chaussée est quant à lui en pierre, avec sept arcades formant porche, reposant sur des piliers et séparées par des colonnes ioniques. Un grand motif décoratif, avec les armes de France et celles de Navarre, supportées de deux statues et en dessous de l'inscription « Du règne de Henri IVme du nom, roy de France et de Navarre, cet édifice a été basty par Sa Magnificence. MDCIV ». Dans la partie supérieure de ce motif principal, une corniche cintrée sert d'appui à deux statues représentants respectivement la Force et la Justice.
En 1781, est décidée la reconstruction du palais de justice, qui est confiée à François Bertheau-Duchesne, ingénieur en chef des ponts et chaussées de la généralité. Celui-ci modifie peu l'ancienne structure laissant subsister un passage et plusieurs portes. Les travaux commencent en 1783 et le nouveau palais est inauguré le 12 novembre 1789.
Le bâtiment est inscrit au titre des monuments historiques par arrêté du 14 mai 1925.

## Architecture

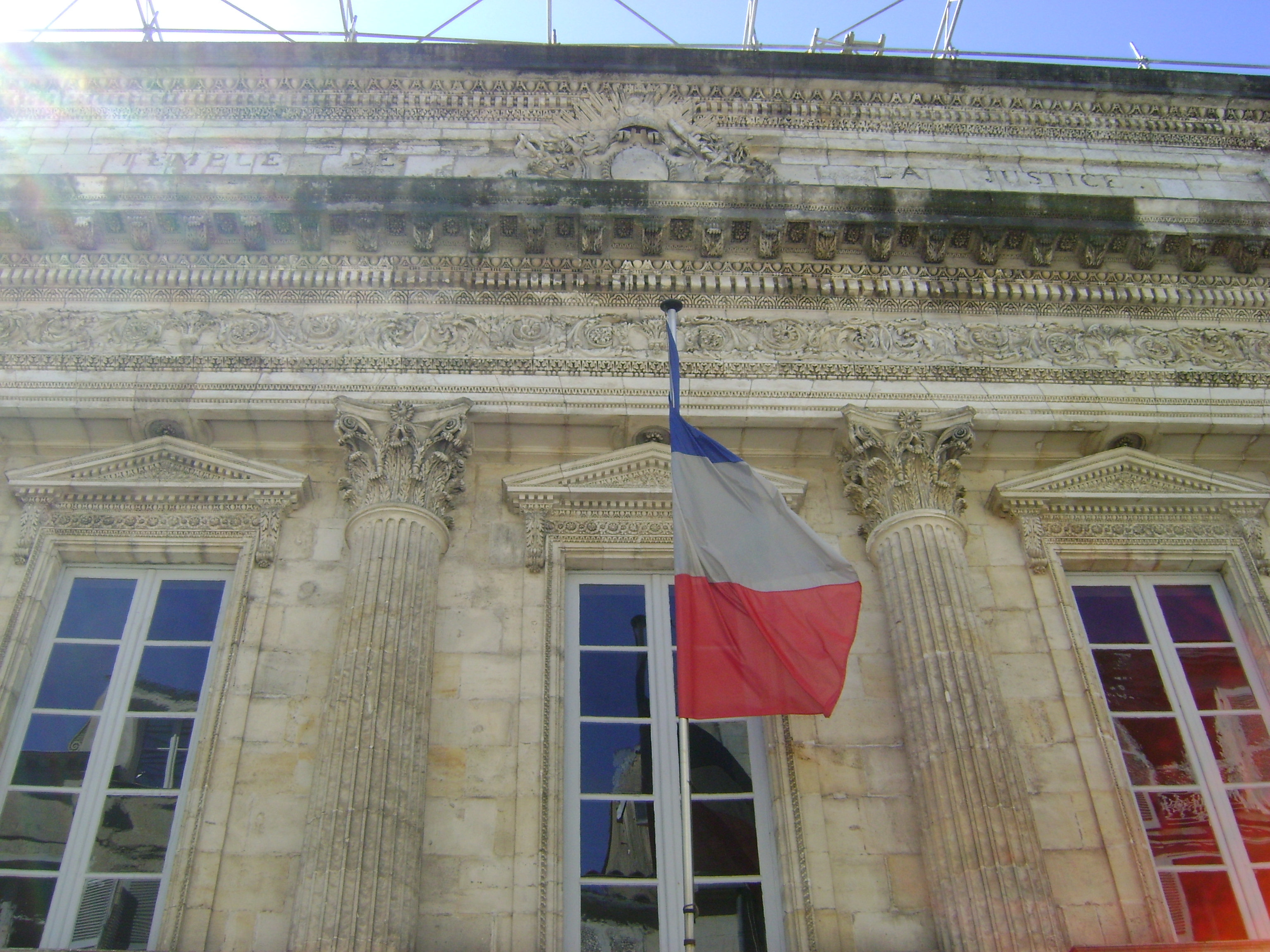
Façade principale.
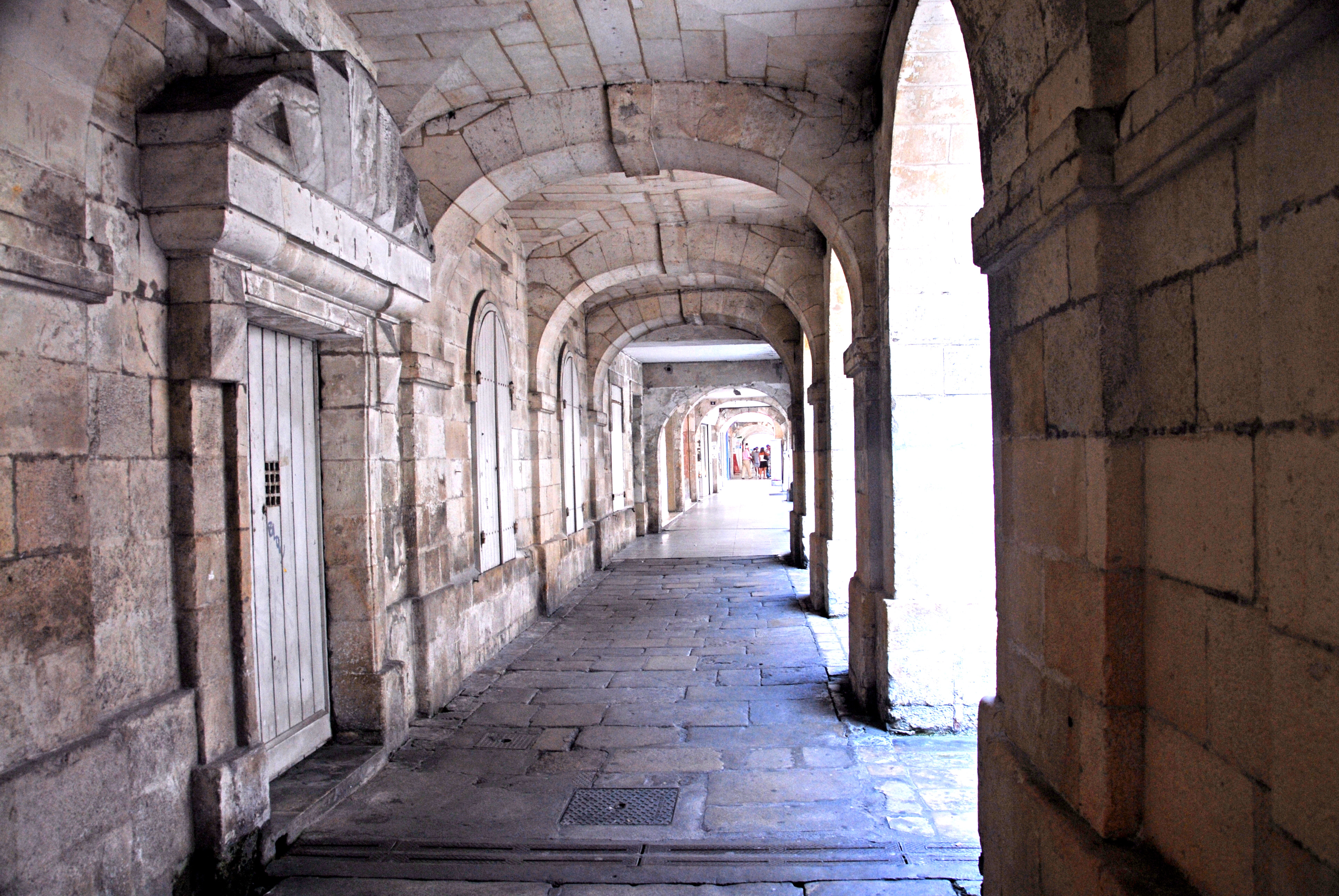
Porte de l'ancienne prison.
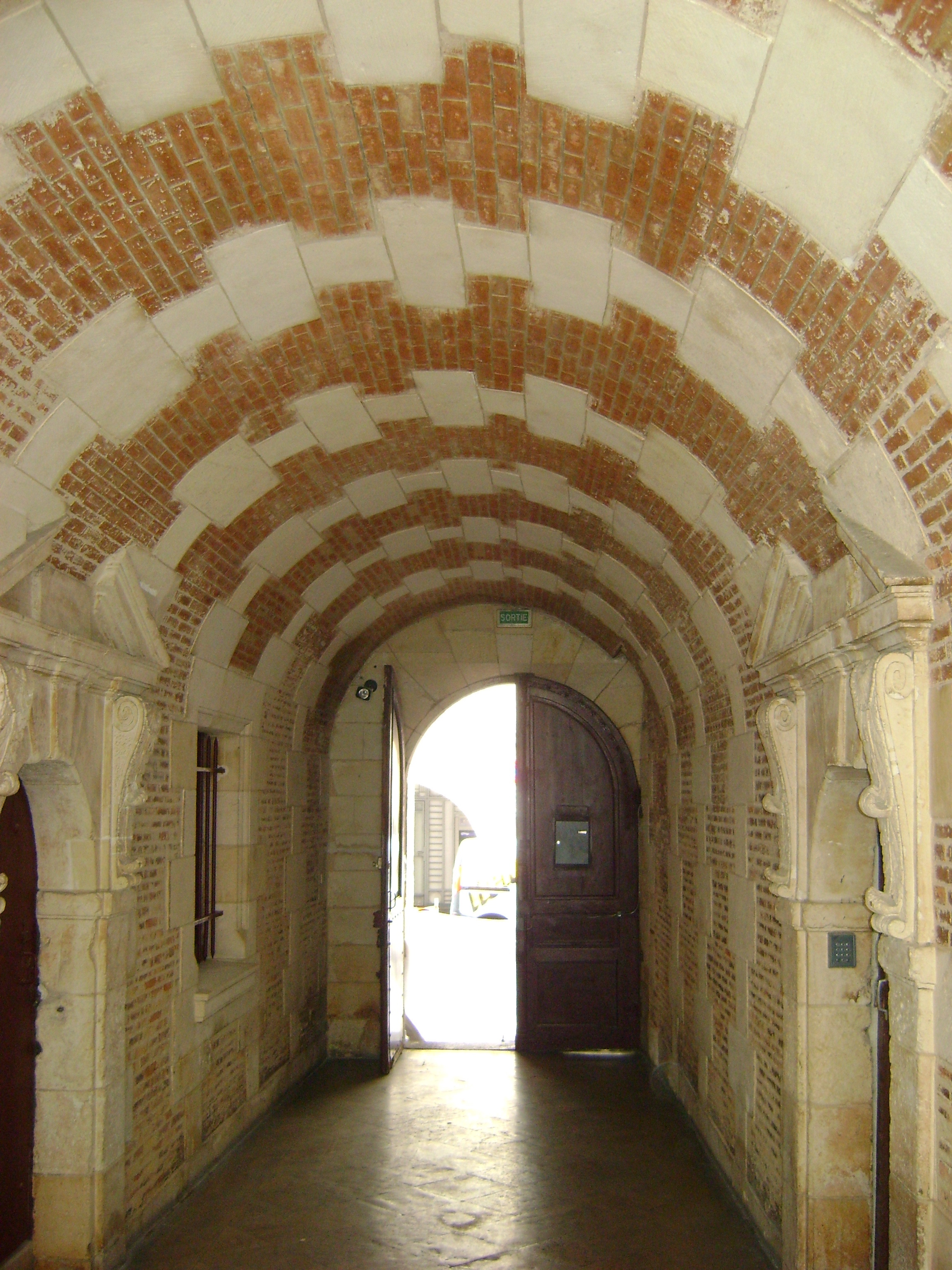
Entrée principale.
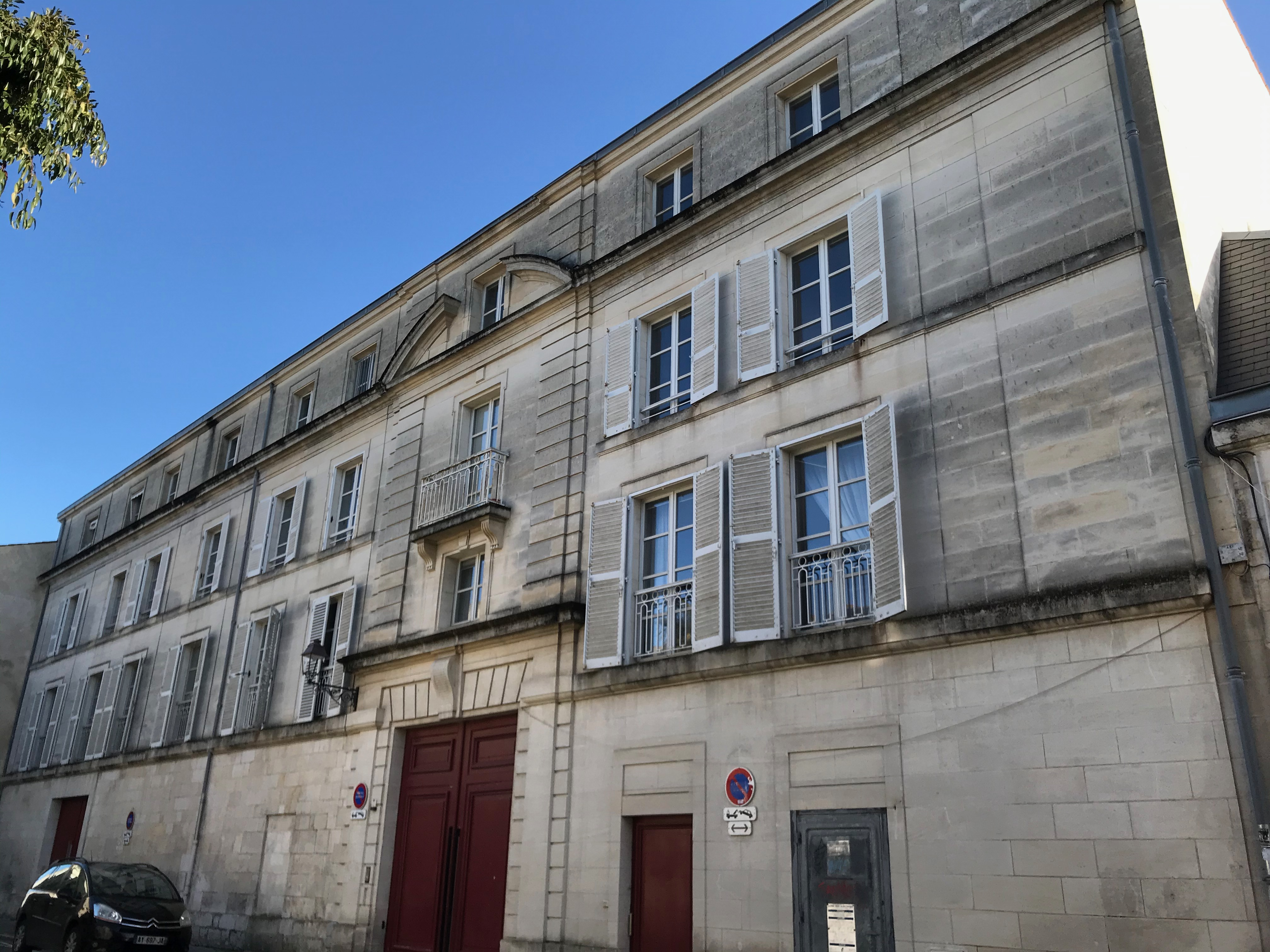
Façade arrière sur la rue Admyrauld